# Beaucaire (Gard)
Beaucaire è un comune francese di 16 089 abitanti, situato nel dipartimento del Gard, nella regione dell'Occitania.
La città è nota per essere stata sede di una delle più importanti fiere dell'Europa latina, fondata nel 1217 da Raimondo VI di Tolosa.

Fra i suoi edifici più rappresentativi, la fortezza medievale (XIII secolo) e la chiesa neoclassica di Notre-Dame-des-Pommiers (XVIII secolo).
La città è situata sulla riva destra del fiume Rodano, che separa Beaucaire dalla città gemella di Tarascona e dalla regione Provenza-Alpi-Costa Azzurra.

## Società

### Evoluzione demografica

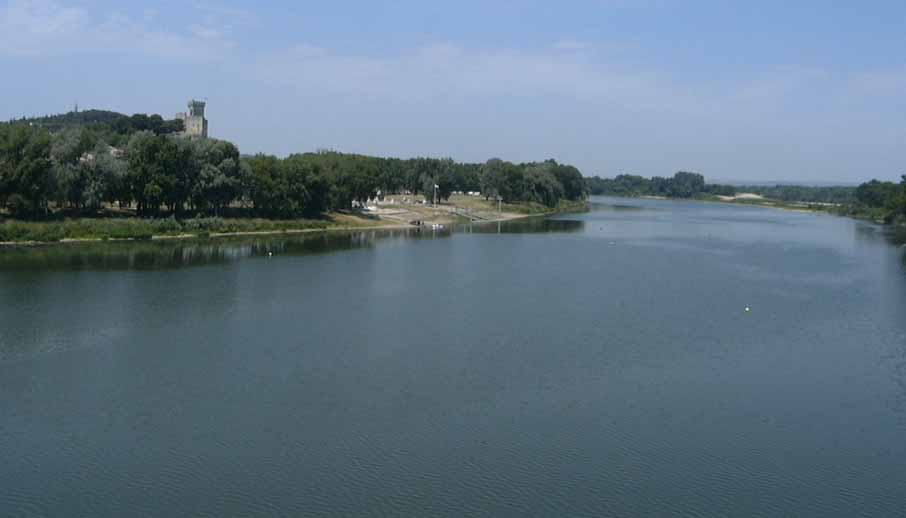
Il fiume Rodano ed il castello di Beaucaire

Abitanti censiti

## Citazioni in letteratura
Il comune di Beaucaire e la fiera di Magdalaine che vi si svolgeva vengono citati dallo scrittore francese Alphonse Daudet nel suo celebre romanzo Tartarino di Tarascona (Milano, Arnoldo Mondadori Editore, 1981, pag.44).